# Савельєвка (Хайбуллінський район)
Саве́льєвка (рос. Савельевка, башк. Савельевка) — село у складі Хайбуллінського району Башкортостану, Росія. Входить до складу Таналицької сільської ради.
Населення — 205 осіб (2010; 247 в 2002).
Національний склад:
- башкири — 55%
- росіяни — 38%